# Никифоров, Васюк
Васю́к Ники́форов (середина XVI века) — один из первых русских гравёров, предположительно работавший в первой московской так называемой анонимной типографии, которая существовала примерно с 1553 года до типографии Ивана Фёдорова и Петра Мстиславца 1563 года. Вероятно, Васюк готовил доски и был автором гравюр Московской типографии как анонимной 1553 года, так и следующей типографии 1563 года.
Сведений биографического характера о Никифорове не сохранилось, известно что он был резчиком по камню в городе Новгород. Производное имя «Васюк» может быть от полного имени или «Василий» или «Василиск».
В 1552 году Иоанн IV, посоветовшись с митрополитом Макарием, решил начать книгопечатание; для этой цели начали искать мастеров печатного дела. В этом же году по просьбе Иоанна Грозного, из Дании был прислан типограф Ганс Мессингейм или Бокбиндер, кроме того, из Польши (вероятно, из какой-нибудь русской типографии в польских владениях) выписаны были новые буквы и печатный станок, и печатание началось. В 1550-е годы было издано несколько «анонимных», то есть не содержащих никаких выходных данных, изданий (известно по крайней мере семь, в том числе первая московская печатная книга — узкошрифтное «Четвероевангелие» (около 1553)). Где была эта типография — неизвестно, также неизвестно кто был руководителем этой типографии, скорее всего сам Ганс Мессингейм. В грамотах Ивана IV от 9 февраля и 22 марта 1556 года Нефедьев назван «мастером печатных книг». В послании Ивана Грозного новгородским дьякам Федору Еремееву и Казарину Дубровскому говорится о Маруше Нефедьеве, которого Иван Васильевич послал в Новгород, для того, чтобы он привез в Москву новгородского мастера Васюка Никифорова, который «умеет резати резь всякую». Последний предположительно был гравером первой московской типографии. А сам Маруша, возможно и был руководителем типографии после Ганса Мессингейма. Предполагают также, что в этой типографии работал и Иван Фёдоров в качестве ученика.
В этой грамоте в частности написано:
Мы послали в Новгород мастера печатных книг Марушу Нефедьева, велели ему посмотреть камень, который приготовлен на помост к Пречистой, к Сретению. Когда Маруша этот камень осмотрит, скажет вам, что он годится на помост церковный и лице на нём положить можно: то вы бы этот камень осмотрели сами, и мастеров добыли, кто бы на нем лице наложил, то вы бы,для образца, послали нам камня два или три... Маруша нам сказывал, что есть в Новгороде, Васюком зовут, Никифоров, умеет резать всякую резь, и вы бы того Васюка послали к нам в Москву.